# Helen Craig
Helen Craig (13 de mayo de 1912 – 20 de julio de 1986) fue una actriz estadounidense.

## Biografía
Nacida en San Antonio, Texas, era hija del empresario del cobre Edward A. Craig. Tenía una hermana, Marian, y un hermano, Edward Jr. 
Craig fue una graduada del celebrado Mercury Theatre de Orson Welles, y debutó como actriz teatral en el circuito de Broadway en el año 1936 con la obra Russet Mantle, de Lynn Riggs, actuando junto a John Beal (1909-1997), con el que se casó en 1934. La pareja tuvo dos hijas, Theodora Emily y Tandy Johanna. 
Actuó en otras ocho obras, la última de ellas More Stately Mansions, de Eugene O'Neill (con Ingrid Bergman y Arthur Hill), representada en 1967-1968. De entre su trabajo teatral también destaca su actuación en  la comedia musical Lute Song, representada en 1946, con música de Raymond Scott y actuaciones de Mary Martin y Yul Brynner. Otras piezas fueron Johnny Belinda (de Elmer Harris, en 1940-1941, con Stephen McNally y Willard Parker) y La casa de Bernarda Alba (de Federico García Lorca, 1951, con Katína Paxinoú y Ruth Ford).
Como actriz cinematográfica únicamente participó en cinco películas. Las dos primeras fueron Nido de víboras (de Anatole Litvak, 1948, con Olivia de Havilland y Mark Stevens) y They Live by Night (de Nicholas Ray, 1949, con Cathy O'Donnell y Farley Granger). Sus otras tres producciones fueron rodadas en los años 1970, siendo las dos últimas Rancho Deluxe (de Frank Perry, 1975, con Jeff Bridges y Sam Waterston) y Heroes (de Jeremy Kagan, 1977, con Henry Winkler y Sally Field).
Para la televisión, actuó en el telefilm The Legend of Lizzie Borden, de Paul Wendkos (1975), con Elizabeth Montgomery y Katherine Helmond. Además, trabajó en nueve series, la primera de ellas en 1951, destacando Rich Man, Poor Man (cinco episodios en 1976) y Kojak (sú última serie, dos episodios en 1976 y 1977.
Helen Craig falleció en Nueva York, a causa de un infarto agudo de miocardio, en 1986, a los 74 años de edad.

## Teatro en el circuito de Broadway (íntegro)
- 1936 : Russet Mantle, de Lynn Riggs
- 1938 : Soliloquy, de Victor Victor
- 1940 : The Unconquered, adaptación y escenografía de George Abbott de la novela Los que vivimos, de Ayn Rand
- 1940-1941 : Johnny Belinda, de Elmer Harris
- 1941 : Como gustéis, de William Shakespeare
- 1946 : Lute Song, música de Raymond Scott, letras de Bernard Hanighen, libreto de Sidney Howard y Will Irwin, escenografía de John Houseman
- 1946 : Land's End, de Thomas Job, música de Paul Bowles
- 1951 : La casa de Bernarda Alba, de Federico García Lorca, adaptación de James Graham Lujan y Richard L. O'Connell
- 1965 : Diamond Orchid, de Jerome Lawrence y Robert E. Lee, escenografía de José Quintero
- 1967-1968 : More Stately Mansions, de Eugene O'Neill, escenografía de José Quintero

## Filmografía

### Cine (íntegra)
- 1948 : Nido de víboras, de Anatole Litvak
- 1949 : They Live by Night, de Nicholas Ray
- 1971 : The Sporting Club, de Larry Peerce
- 1975 : Rancho Deluxe, de Frank Perry
- 1977 : Heroes, de Jeremy Kagan

### Televisión (selección)
- 1975 : The Legend of Lizzie Borden (telefilm), de Paul Wendkos
- 1976 : The Waltons, episodio The Search
- 1976 : Rich Man, Poor Man, episodio 8 a 12
- 1976 : The Bionic Woman, episodio Bionic Beauty, de Alan Crosland Jr.
- 1976-1977 : Kojak, episodios The Forgotten Room y When You Hear the Beep, Drop Dead, de Jeannot Szwarc